# Old, New, Borrowed & Blue
Old, New, Borrowed & Blue è una raccolta del gruppo musicale statunitense Roxx Gang, pubblicato nel 1999.

## Tracce
1. Down the Line (Steele) 2:39
2. Skin and Bones (Steele) 3:02
3. Dogtown (Steele) 3:20
4. I Wish I Was With You (Steele) 3:57
5. Heart of Stone (Steele) 4:04
6. Somethin' Evil (Steele) 3:30
7. Cry to Cupid (Steele) 3:42
8. The Ballard of Thomas Brown/Lay Your Money Down (Steele) 7:42
9. Virginia (Steele) 4:59
10. I'm on Fire (Steele, Weder) 3:37
11. Voodoo (Steele) 4:16
12. Got My Mojo Workin' (Steele, Waters) 6:04

## Formazione
- Kevin Steele - voce, armonica, armonica
- Stacey Blades - chitarra, voce
- Jeff Vitolo - chitarra
- Vinnie Granese - basso
- Tommy Weder - batteria, tastiere, piano, Corda

### Altri musicisti
- Howard Helm - piano